# О’Тул, Эрин
Эрин О’Тул (англ. Erin O'Toole, род. 22 января 1973 г. в Монреале) — канадский юрист и политический деятель, лидер Консервативной партии с августа 2020 г по январь 2022.

## Биография
В 1991 году О’Тул поступил в Королевский военный колледж Канады. В 1995 году получил степень бакалавра искусств в области истории и политологии.
Избранный в палату общин Канады, он представлял избирательный округ Дарем с 2012 г.
В консервативном правительстве Стивена Харпера занял должность министра по делам ветеранов 5 января 2015 г. Переизбранный в 2015 году, он, тем не менее, потерял пост министра из-за поражения консерваторов.
В 2020 году О’Тул выдвинул свою кандидатуру на пост главы Консервативной партии Канады. В третьем туре голосования он избран лидером партии.
Является сыном Джона О’Тула, члена Законодательного собрания Онтарио от округа Дарем.
Эрин О’Тул встретил свою жену Ребекку в Галифаксе, Новая Шотландия, в 1998 году. В 2000 году они поженились, у пары двое детей — дочь Молли и сын Джек.